# John Forrest
John Forrest, 1e Baron Forrest van Bunbury GCMG (Bunbury, 22 augustus 1847 – op zee, 2 september 1918) was een Australische ontdekkingsreiziger, de eerste premier van West-Australië en kabinetsminister in Australiës eerste federale regering.
Als jonge man verwierf Forrest faam door drie expedities, die hij leidde, naar het West-Australische binnenland. In 1876 ontving hij daarvoor een onderscheiding van de Royal Geographical Society.
Hij werkte zich op tot landmeter-generaal en werd in 1890 de eerste premier van West-Australië, de enige premier van West-Australië als kolonie met zelfbestuur. Zijn bewind zorgde voor tien jaar stabiliteit in een periode van snelle ontwikkeling en demografische groei. Hij liet grootschalige openbare werken uitvoeren en bracht omvangrijke gebieden in cultuur. Forrest zorgde er voor dat West-Australië zich aansloot bij het Australische gemenebest. Hij maakte daarna deel uit van het federale Australische politieke establishment. Hij werd achtereenvolgens minister van communicatie (postmaster-general), minister van defensie, minister van binnenlandse zaken, minister van financiën en waarnemend eerste minister. Van 1901 tot 1906 was hij verbonden aan de Protectionist Party, van 1906 tot 1909 aan de West-Australian Party, van 1909 tot 1917 aan de Commonwealth Liberal Party en van 1917 tot 1918 aan de Nationalist Party of Australia.
Kort voor zijn dood ontving Forrest het bericht dat hij als Baron Forrest van Bunbury werd opgenomen in de Britse adelstand.

## Vroege jaren
John Forrest was een van de tien kinderen van William en Margaret Forrest. Het koppel migreerde in 1842, als huispersoneel van Dr. John Ferguson, naar West-Australië. Forrest werd geboren op Preston Point nabij Bunbury, in wat toen de Britse kolonie West-Australië was. Binnen de familie stond hij bekend als "Jack". Alexander Forrest en David Forrest waren twee van zijn zeven broers. John Forrest ging tot zijn twaalfde naar de staatsschool in Bunbury en had John Hislop als leerkracht. Hij werd vervolgens naar Perth gezonden waar hij vanaf januari 1860 aan de Bishop's Collegiate School onderwijs volgde.
In november 1863 ging Forrest als leerjongen in dienst bij Thomas Carey, een landmeter die voor de overheid werkte. Toen hij in november 1865 zijn leerperiode beëindigde, werd hij de eerste in de kolonie geboren en opgeleide landmeter. Hij startte zijn carrière aan de overheid, voor het departement ruimtelijke ordening (Engels: Lands and Surveys Department).
Forrest huwde Margaret Elvire Hamersley op 2 september 1876 in Perth. De familie Hamersley was een rijke familie en het huwelijk betekende voor Forrest een stap omhoog op de sociale en financiële ladder. Tot hun beider teleurstelling bleef het huwelijk echter kinderloos.

## Ontdekkingsreizen

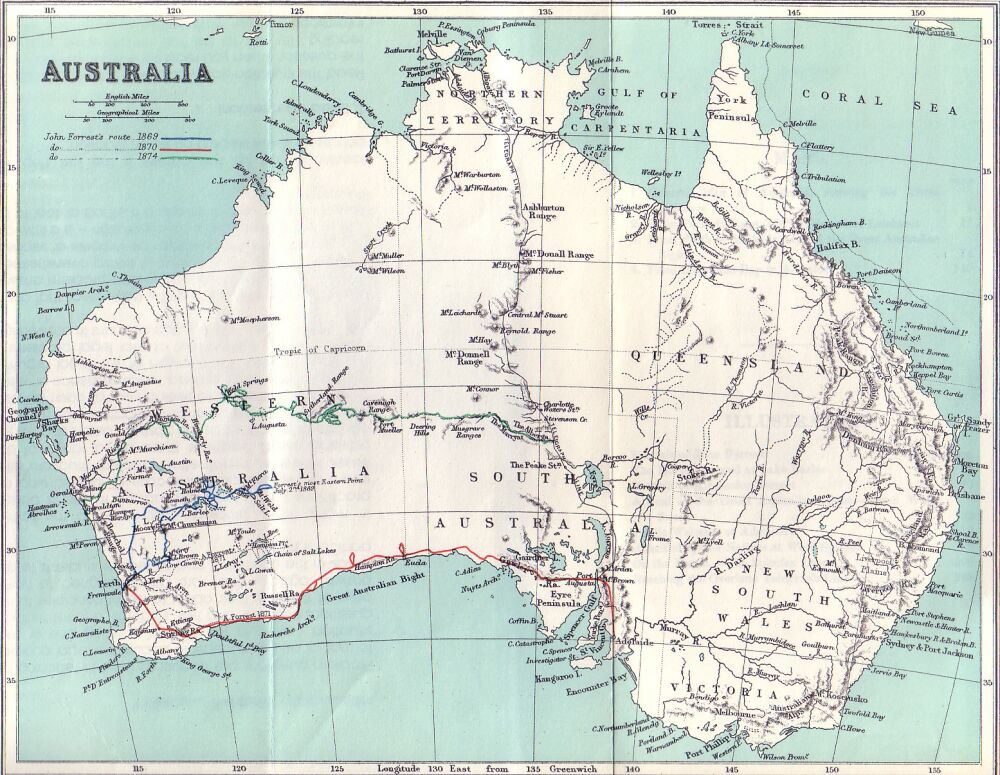
John Forrests expedities

Tussen 1869 en 1874 leidde Forrest drie expedities naar het gebieden in de West-Australische kolonie die nog niet in kaart gebracht waren. In 1869 leidde hij de vruchtloze zoektocht naar de ontdekkingsreiziger Ludwig Leichhardt in de woestijn ten westen van het latere plaatsje Leonora. Het daaropvolgende jaar bracht hij Edward John Eyre's route van Perth naar Adelaide in kaart. In 1874 leidde hij een expeditie naar de Murchison en vervolgens verder oostwaarts door de onbekende centrale woestenij van West-Australië. Forrest publiceerde in 1875 Explorations in Australia, een verslag van zijn expedities. In 1882 werd hij voor zijn hulp bij het verkennen van het binnenland tot commandant in de Orde van Sint-Michaël en Sint-George (CMG) verheven door koningin Victoria.

### De zoektocht naar Ludwig Leichhardt
In maart 1869 werd Forrest gevraagd een zoektocht te leiden naar de sinds april 1848 vermiste Ludwig Leichhardt. Enkele jaren voordien hadden Aborigines de ontdekkingsreiziger Charles Cooke Hunt verteld dat een groep blanke mannen door Aborigines vermoord was. Later bevestigde een aboriginesgids genaamd Jemmy Mungaro het verhaal. Hij beweerde er bij te zijn geweest. Men ging ervan uit dat het om Leichhardts expeditie ging. Forrest werd gevraagd een expeditie te leiden naar de plaats van het gebeuren, met Mungaro als gids, om er bewijzen te zoeken over Leichhardts lot.
Forrest verzamelde zes mensen rond zich, waaronder de aboriginesgidsen Mungaro en Tommy Windich. Ze verlieten Perth op 15 april 1869 en reisden naar het noordoosten. Ze vertrokken op 26 april uit het meest afgelegen schapenstation. Op 6 mei ontmoetten ze een groep Aborigines die hen aanboden hen naar een plaats te leiden waar veel resten van paarden lagen. Forrests expeditie volgde de Aborigines in noordelijke richting maar na een week werd duidelijk dat ze richting Poison Rocks gingen. Daar had ontdekkingsreiziger Robert Austin in 1854 elf uitgeputte paarden achtergelaten. Forrest richtte zich vervolgens weer naar zijn oorspronkelijke, door Mungaro aangegeven, doel.
De expeditieleden arriveerden op 28 mei op de plaats die ze wensten te onderzoeken. Ze zochten drie weken lang naar aanwijzingen over Leichardts lot, in een vijftienduizend vierkante kilometer groot woestijngebied, ten westen van het latere Leonora. Ze vonden niets en Mungaro gaf toe dat hij niet bij de feiten was aanwezig geweest. Ze beslisten daarop oostwaarts te trekken, zover als hun overblijvende voorraad toeliet. Op 2 juli, na zover als het latere plaatsje Laverton te zijn geraakt, keerde de expeditie langs een meer noordelijk gelegen route terug. Op 6 augustus arriveerden ze in Perth.
De expeditie was honderddertien dagen onderweg geweest. Ze had volgens Forrests berekeningen drieduizendzeshonderd kilometer, door meestal onbekend woestijngebied, afgelegd. Ze had geen spoor van Leichhardt gevonden. Het gebied werd ongeschikt voor landbouw of veeteelt bevonden. Forrest vermeldde wel dat zijn kompas invloed van mineralen in de ondergrond ondervonden had. Hij stelde voor dat de overheid geologen naar het gebied zou sturen om het te onderzoeken. Uiteindelijk bracht de expeditie niet veel op maar ze versterkte Forrests reputatie bij zijn oversten en de koloniale gemeenschap wel.

### Grote Australische Bocht
Eind 1869 werd Forrest aangeduid om een landroute langs de Grote Australische Bocht te verkennen. De route zou de kolonies van West- en Zuid-Australië verbinden. Edward John Eyre had de oversteek dertig jaar eerder reeds ondernomen. Zijn expeditie was slecht voorbereid en uitgerust. Eyre had er door een tekort aan drinkbaar water bijna het leven bij gelaten. Forrests expeditie zou Eyres route volgen maar beter voorbereid en uitgerust zijn. Daarenboven maakte de recente ontdekking van veilige aanmeerplaatsen in Israelite Bay en Eucla het mogelijk om Forrests expeditie onderweg te bevoorraden. De schoener Adur werd daarvoor gecharterd. Forrests opdracht bestond erin een route uit te tekenen en op te meten die kon gebruikt worden om de kolonies middels een telegraaflijn te verbinden. Hij diende ook na te gaan of het land geschikt was voor extensieve veeteelt.
Forrests expeditie bestond uit zes leden. Zijn broer Alexander was zijn rechterhand. Politieagent Hector Neil McLarty, hoefsmid William Osborn en de gidsen Windich en Billy Noongale vervolledigden het team. Ze hadden vijftien paarden bij zich. De expeditie vertrok op 30 maart 1870 uit Perth en kwam op 24 april toe in Esperance. Het regende geregeld hevig tijdens de tocht.
Na een rustperiode en bevoorrading vertrok de expeditie op 9 mei uit Esperance. Ze kwam negen dagen later in Israelite Bay aan. De expeditieleden vonden onderweg zeer weinig voedsel voor de paarden, en geen permanente waterbronnen, maar slaagden erin voldoende regenwater in plassen in rotsholten te vinden. Ze werden verplicht zich naar de plaats, waar Eyre in 1841 water had gevonden, te haasten, meer dan tweehonderdveertig kilometer verder. Ze vonden er water en verkenden de omgeving. Ze bereikten Eucla uiteindelijk op 2 juli. In Eucla bevoorraden ze zich en verkenden het binnenland waar ze goede weidegronden vonden. Op 14 juli vertrokken ze voor de laatste etappe van de expeditie, door het onbewoonde gebied tussen Eucla en het eerste Zuid-Australische veestation. Tijdens die laatste etappe vonden ze amper water en dienden vijf dagen en nachten door te reizen. Ze ontmoetten de eerste tekenen van beschaving op 18 juli en bereikten Adelaide op 27 augustus.
Een week later gingen ze aan boord van een schip richting West-Australië en bereikten Perth op 27 september. Ze werden met twee recepties geëerd. Een receptie werd georganiseerd door de Perth City Council en de andere receptie, een burgerbanket, vond plaats in de Horse and Groom Tavern. Tijdens zijn toespraken was Forrest bescheiden en bracht hulde aan de inspanningen van de expeditieleden. Hij verdeelde een overheidsdonatie onder hen.
Forrests tocht langs de Grote Australische Bocht was een van de best georganiseerde en geleidde expedities van die tijd. Als een gevolg daarvan deed de expeditie de tocht in vijf maanden, in goede gezondheid en zonder één paard te verliezen. Dit in tegenstelling tot Eyre die er twaalf maanden over deed. In dat opzicht was de expeditie een succes.
De tastbare resultaten waren echter minder positief. De expeditie was niet ver van Eyres route afgeweken en hoewel ze een groot gebied verkend had vond ze slechts een klein gebied dat geschikt was als weidegrond. Forrest keerde met een tweede expeditie, bestaande uit dezelfde mensen, terug naar het gebied tussen augustus en november 1871. Ze vond bijkomende weidegronden ten noordnoordoosten van Esperance.

### Het centrum van West-Australië

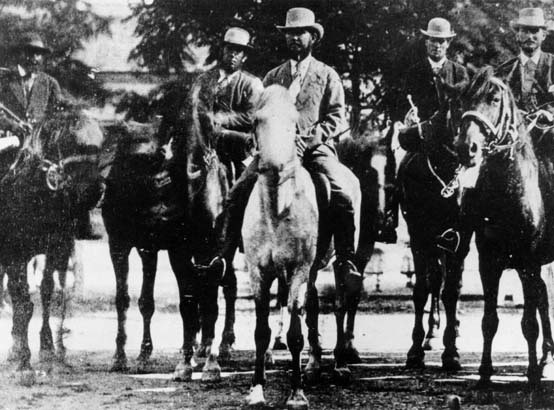
Forrests expeditie verlaat Perth, 1874

In augustus 1872 werd Forrest gevraagd een expeditie vanuit Geraldton naar de bron van de Murchison te leiden en vervolgens verder oostwaarts, door het onbekende centrum van West-Australië, tot aan de telegraaflijn die Darwin met Adelaide verbond. Het doel was de aard van het centrum van West-Australië en nieuwe weidegrond voor extensieve veeteelt te ontdekken.
Forrests expeditie bestond wederom uit zes leden, waaronder zijn broer Alexander en de gids Windich. Ze namen twintig paarden en voedselvoorraad voor acht maanden met zich mee. De expeditie vertrok in Geraldton op 1 april 1874. Ze ontmoetten het laatste veestation twee weken later. Op 3 mei betraden de expeditieleden het onbekende gebied. Ze ontdekten geschikte weidegronden in de omgeving van de bovenloop van de Murchison. Tegen eind mei reisden ze echter door droog gebied en vonden moeilijk drinkwater. Gelukkig ontdekten ze op 2 juni Weld Springs, volgens Forrest "een van de beste bronnen van de kolonie". Op 13 juni werd de expeditie er aangevallen door een grote groep Aborigines waarop Forrest er een aantal beschoot.
Voorbij Weld Springs werd het weer moeilijker om drinkwater te vinden en tegen 4 juli overleefde de expeditie dankzij occasionele regenbuien. Tegen 2 augustus bevonden de expeditieleden zich in kritieke toestand door het drinkwatertekort. Ze hadden reeds een aantal paarden achtergelaten. Forrests notities geven aan dat de expeditieleden zichzelf op dat moment weinig overlevingskansen toeschreven. Enkele dagen later werden ze gered door een regenbui. Op 23 augustus bevonden de expeditieleden zich weer in dezelfde kritieke situatie. De helft van de paarden was op sterven na dood toen ze Elder Springs ontdekten.
Daarna werd de omgeving wat minder droog en de kans om aan drinkwatertekort te sterven minderde. Andere moeilijkheden bleven hen teisteren. Ze hadden veel paarden moeten achterlaten. Een van de expeditieleden leed aan scheurbuik en kon amper nog wandelen. Op 27 september kregen de expeditieleden nabij Mount Alexander eindelijk de telegraaflijn in zicht. Ze bereikten drie dagen later Peake Telegraph Station. Het vervolg van de reis was een opeenvolging van feestelijke publieke ontvangsten in de dorpen die ze ontmoetten op weg naar Adelaide. Op 3 november bereikten ze Adelaide, zes maanden nadat ze uit Geraldton waren vertrokken.
De expeditie was belangrijk omdat een groot gebied werd verkend en het populaire idee over een grote binnenzee van de hand kon worden gedaan als weinig waarschijnlijk. De praktische resultaten waren echter minimaal. Er werd goede weidegrond gevonden aan de bovenloop van de Murchison maar verderop was er geen grond voor veeteelt geschikt. Forrest was ervan overtuigd dat het gebied nooit zou bewoond worden. Forrest verzamelde onderweg een plantencollectie die aan Ferdinand von Mueller werd overhandigd. Mueller vernoemde de Eremophila forrestii naar Forrest.
In 1875 publiceerde Forrest Explorations in Australia, zijn verslag over de drie expedities. In juli 1876 ontving hij de Founder's Gold Medal van de Royal Geographical Society van Londen. Hij werd in 1882 door koningin Victoria opgenomen als lid (CMG) in de Orde van Sint-Michaël en Sint-George, uit dank voor zijn verkenning van het West-Australische binnenland.

## Het premierschap
Forrest was een uitstekende landmeter en zijn succesvolle expedities hadden hem een graag geziene publieke figuur gemaakt. Hij promoveerde snel door de rangen van het departement ruimtelijke ordening. In januari 1883 volgde hij Malcolm Fraser op als landmeter-generaal en commissaris van het kroonland. Dit was een van de machtigste posities in de kolonie. Het leverde hem een zetel op in de Executive Council. Tezelfdertijd werd hij tot lid van de Legislative Council (hogerhuis) van de kolonie aangeduid. In 1890 werd West-Australië zelfbestuur toegekend. Forrest werd zonder tegenstand voor de Legislative Assembly (lagerhuis) verkozen. Hij won de zetel van het kiesdistrict Bunbury. Op 22 december 1890 werd hij, door de West-Australische gouverneur William C.F. Robinson, aangeduid als de eerste premier van West-Australië. In mei het jaar erop werd hij tot ridder-commandeur (KCMG) benoemd in de Orde van Sint-Michaël en Sint-George.
Het kabinet Forrest startte ogenblikkelijk met een programma van grootschalige openbare werken, gefinancierd met leningen die in Londen werden opgehaald. Er was in die tijd veel vraag naar openbare werken. De Britse overheid wenste zelf niet in de kolonie te investeren. Onder leiding van ingenieur C.Y. O'Connor werden duizenden kilometers spoorweg aangelegd en tal van bruggen, aanlegsteigers, vuurtorens en gemeentehuizen gebouwd. De twee meest ambitieuze projecten waren de haven van Fremantle en het Goldfields-waterbevoorradingsproject. Daarbij werd een stuwdam in de rivier Helena gebouwd en een 550 kilometer lange waterleiding naar Kalgoorlie aangelegd. Forrests openbare werken werden in het algemeen goed ontvangen. De bewoners van de oostelijke goudvelden, waar de geografische uitbreiding en bevolkingsaanwas hoog was, vonden dat Forrest onvoldoende oog had voor hen. Hij kreeg nog meer kritiek over zich heen na de beruchte "spoils to the victors" speech in 1893. Daarin leek hij te suggereren dat de parlementsleden die kritiek hadden op de regering de openbare investeringen in hun kiesdistrict in het gevaar brachten.
Forrests regering voerde ook een aantal sociale hervormingen door, waaronder het verbeteren van de positie van de vrouw, van jonge meisjes en van de werknemers. Daarbij moet gezegd dat Forrest die hervormingen weliswaar doorvoerde maar er nooit van aan de basis lag. Critici beweren daarom dat Forrest geen lof verdient voor de sociale hervormingen die onder zijn premierschap werden doorgevoerd. Forrests invloed op de politieke hervormingen was echter duidelijk. In 1893 loodste hij een aantal belangrijke aanpassingen aan de West-Australische grondwet door het parlement, waaronder een uitbreiding van het stemrecht naar alle mannen ongeacht hun eigendom. Hij speelde ook een belangrijke rol in het terugtrekken van de door een belangrijk deel van de kolonisten gehate sectie 70 van de grondwet. Daarin werd 1 % van de belastingopbrengst voor een niet politiek gecontroleerde 'raad voor het welzijn van de aboriginesbevolking' voorzien.
Het belangrijkste politieke thema van die tijd was de vorming van de federatie, het Australisch gemenebest. Forrest was een voorstander van de, naar zijn aanvoelen onvermijdelijke, federatie. Hij vond echter ook dat West-Australië niet mocht toetreden vooraleer het eerlijke voorwaarden had bekomen. Hij was sterk betrokken bij het ontwerpen van de Australische grondwet en woonde, als West-Australiës vertegenwoordiger, verscheidene vergaderingen over de federatie bij. Hij nam deel aan de National Australasian Conventions van Sydney in 1891 en Adelaide in 1897, en de Australasian Federal Conventions van Sydney in 1897 en Melbourne in 1898. Hij streed hard voor de rechten van de minder bevolkte staten en pleitte voor een sterk hogerhuis. Hij pleitte ook voor een aantal toegevingen aan West-Australië en voor de bouw van een Trans-Australische spoorweg. Hoewel hij grotendeels faalde in zijn doelen was hij er in 1900 van overtuigd dat betere voorwaarden onmogelijk waren. Hij riep een referendum uit in West-Australië. De West-Australiërs stemden voor toetreding en in 1901 werd West-Australië een Australische deelstaat.

## Federale politiek

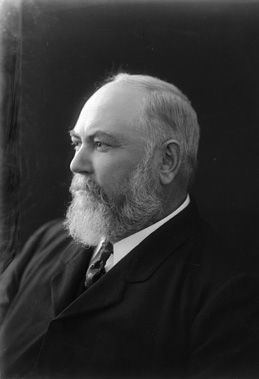
Forrest in 1909

Op 30 december 1900 aanvaardde Forrest de positie van minister van communicatie ('postmaster-general') in de federale overgangsregering van Edmund Barton. Twee dagen later ontving hij het bericht dat hij tot grootkruis (GCMG) werd benoemd in de Orde van Sint-Michaël en Sint-George, als erkenning van zijn bijdrage in de federalisering van de Australische kolonies en het vormen van het gemenebest van Australië. Forrest bleef slechts zeventien dagen minister van communicatie. Hij nam vervolgens, door de dood van James Robert Dickson, defensie voor zijn rekening. Op 13 februari 1901 nam hij ontslag als West-Australische premier en parlementslid voor Bunbury.
Tijdens de eerste federale verkiezingen ooit werd Forrest voor het lagerhuis verkozen. Hij zetelde, als lid van een gematigd protectionistisch platform, voor het kiesdistrict Swan. Forrest bezat de portefeuille defensie nog twee jaar. Na een kabinetswissel op 7 augustus 1903 werd hij minister van binnenlandse zaken.
De regerende partijen kwamen verzwakt uit de federale verkiezingen van december 1903. Kort daarna werden ze verslagen en vervangen door een Labourregering onder Chris Watson. Forrest verhuisde naar de oppositiebanken waar hij een vernietigende criticus van het beleid en de wetgeving van de Labourregering werd. Nadat George Reids Free Trade Party aan de macht kwam bleef Forrest op de oppositiebanken maar steunde de regering.
In juni 1905 sloot Alfred Deakins Protectionist Party een alliantie met Labour, om een eind aan Reids regering te stellen. Op 7 juli vormden ze een nieuwe regering. Forrest werd als minister van financiën aangesteld en werd vijfde in rang binnen de regering. Na een ministeriële herschikking in oktober 1906 werd hij derde in de rang. Vijf maanden later reisden Deakin en zijn vice-premier William Lyne naar Londen om een aantal conferenties bij te wonen. Aldus werd Forrest van 18 maart tot 27 juni 1907 waarnemend eerste minister.
De samenwerking met Labour plaatste Forrest in een moeilijke positie want hij had zich voor de federale verkiezingen van 1906 herhaaldelijk tegen Labour verzet. Hij bleef Labour aanvallen hoewel ze samen in de regering zaten en hij hun steun nodig had. De maanden erna werd Forrest fel bekritiseerd in de pers, zowel voor zijn bereidheid om met Labour samen te werken in een regering als voor zijn aanvallen op Labour tijdens de verkiezingscampagnes.
Forrest begon het gevoel te krijgen dat zijn reputatie in West-Australië en zijn macht in het kabinet eronder begonnen te leiden. Hij diende daarom op 13 juli 1907 zijn ontslag in als minister van financiën en verhuisde naar de oppositiebanken waar hij een mild criticus van de regering werd.
Enkele maanden later trok Labour zich terug uit de regering waardoor Deakin zijn ontslag diende in te dienen. Labour vormde vervolgens een regering onder Andrew Fisher. De volgende maanden werkten Forrest en een aantal andere leden aan een fusie tussen de Free Trade Party en Protectionist Party. De Commonwealth Liberal Party werd gevormd, met Deakin als leider. Fisher werd gedwongen af te treden en de nieuwe liberale partij kwam aan de macht op 2 juni 1909. Forrest werd wederom minister van financiën. De federale verkiezingen van 1910 brachten Labour echter weer aan de macht.
Begin 1913 nam Deakin ontslag als leider van de oppositie. Forrest en Joseph Cook streden om het voorzitterschap en Cook won met één stem. Forrest was zeer ontgoocheld. Vooral omdat Deakin, die hij als een goede vriend beschouwde, tegen hem gestemd had. Vijf maanden later, na de federale verkiezingen van mei 1913, kwam de liberale partij weer aan de macht, met Cook als premier. Forrest werd voor de derde keer minister van financiën. De regeringsmeerderheid, met slechts één zetel op overschot in het lagerhuis en een minderheid in het hogerhuis, had het echter moeilijk om iets te verwezenlijken. In juni 1914 riep Cook de procedure "double dissolution" in bij de gouverneur-generaal van Australië. Er werden nieuwe verkiezingen uitgeschreven. Forrest werd herverkozen maar de liberale partij werd verslagen en Forrest kwam wederom op de oppositiebank terecht.
In december 1916 liet een breuk binnen Labour, over de dienstplicht, premier Billy Hughes achter met een minderheidsregering. Hughes en zijn collega's richtten de National Labor Party op en de Liberal Party sloot zich aan bij de nieuwe regering. Voor de vierde keer werd Forrest minister van financiën. Beide partijen wonnen de federale verkiezingen van 1917 en smolten kort daarop samen tot de Nationalist Party of Australia.
Op 20 december werd een referendum verloren over de dienstplicht en Hughes hield zich aan zijn belofte in dat geval als premier ontslag te nemen. Forrest verklaarde zichzelf onmiddellijk kandidaat voor het premierschap maar de gouverneur-generaal vond dat hij onvoldoende steun genoot en vroeg Hughes om wederom een regering te vormen. Hughes aanvaardde en de oude regering werd opnieuw ingezworen.
Op 6 februari 1918 werd Forrest ingelicht dat hij zou worden opgenomen in de Britse adelstand als "Baron Forrest of Bunbury in the Commonwealth of Australia and of Forrest in Fife in the United Kingdom". De "letters patent" werden echter niet voor zijn dood gepubliceerd. Daardoor heerst er onenigheid of hij al dan niet in de adelstand werd opgenomen.
Sinds begin 1917 leed Forrest aan kanker aan de slaap en tegen 1918 was hij serieus ziek. Hij diende op 21 maart 1918 zijn ontslag als minister van financiën in en ging kort daarop aan boord van een schip met bestemming Londen. Hij hoopte er een medisch specialist te raadplegen en er zijn zetel in het lagerhuis op te nemen. Op 2 september 1918 stierf hij echter aan boord van het schip, voor de kust van Sierra Leone. Hij werd in Sierra Leone begraven maar zijn overblijfselen werden later naar West-Australië overgebracht. De resten werden begraven op de begraafplaats van Karrakatta in Perth.
De tussentijdse verkiezing van 1918, als gevolg van Forrests dood, bracht Edwin Corboy van Labor in de Bunbury-zetel. Corboy was, met zijn tweeëntwintig jaar, het jongste verkozen parlementslid van Australië en bleef dat record behouden tot 2010. De onverwachte winst van een kandidaat van de Labor Party van de zetel die Forrest van bij haar creatie in het bezit had gehad was het gevolg van het kiessysteem. Om het herhalen van die situatie tegen te gaan veranderde de regering het kiessysteem naar het alternative vote-kiessysteem.

## Karakter
Forrest was een lange, zwaar gebouwde man die in zijn latere jaren naar corpulentie neigde. Hij woog ongeveer honderdtwintig kilogram toen hij stierf. Hij was dol op pracht en praal en stond erop dat hij te allen tijde met respect behandeld werd. Hij was zeer gevoelig voor kritiek, haatte het wanneer zijn gezag werd aangevochten en had de neiging zijn tegenstanders te intimideren. Hij had weinig zin voor humor en voelde zich zwaar beledigd toen een journalist hem ooit grappend de "commissaris voor kroonzand" noemde.
Volgens zijn biograaf F.K. Crowley zorgden zijn opvoeding en opleiding ervoor dat Forrest "sociaal snobisme, laissez-faire kapitalisme, sentimenteel royalisme, patriottisch anglicisme, welwillend imperialisme en raciale suprematie" in zich droeg. Hij was echter ook een populair en graag gezien figuur die iedereen waardig en beleefd behandelde. Hij stond bekend om zijn geheugen voor namen en gezichten en het veelvuldig schrijven van brieven.

## Nalatenschap

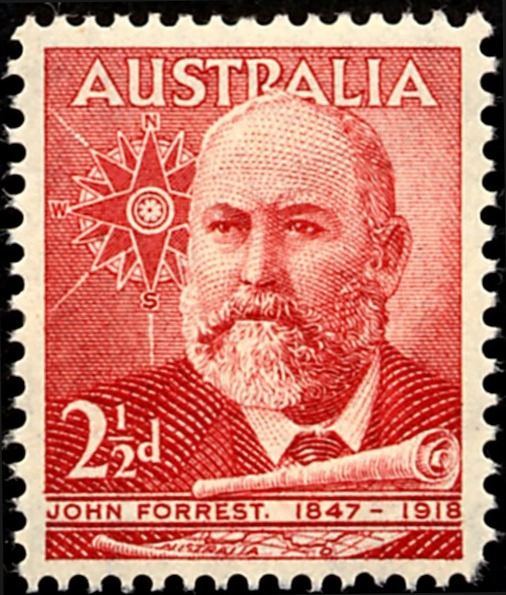

Forrests nalatenschap is terug te vinden in het Australische landschap met vele plaatsen die naar of door hem zijn vernoemd:
- Het plaatsje Forrest dat langs de Trans-Australian Railway ligt.
- Glen Forrest in de Shire of Mundaring
- Forrestdale in de City of Armadale
- Het Nationaal park John Forrest in de Darling Scarp
- De rivier Forrest
- Forrest Chase, een winkelcentrum in Perth
- Forrestfield in de City of Kalamunda
- Het John Forrest Secondary College in Morley

Daarnaast werd in 1922 het kiesdistrict Forrest opgericht. Canberra heeft een voorstad die naar Forrest is vernoemd.
In 2009 werd de Forrest Highway geopend en naar hem vernoemd. De Eyre Highway stond bij zijn ontstaan in 1942 bekend als de Forrest Highway.
In het videospel Railroad Tycoon 3 is hij een van de spoorwegbouwers die men als avatar kan kiezen en manipuleren.
Op 28 november 1949 bracht de Australische post een herdenkingspostzegel uit met zijn beeltenis.
In 1986 opende het grootste hotel van Bunbury, dat "Lord Forrest" als naam kreeg, en portretten van hem aan de muren heeft hangen.
- Australian Dictionary of Biography: forrest-sir-john-6211
- Bibliothèque nationale de France: cb15343425c (data)
- Gemeinsame Normdatei: 117520659
- International Standard Name Identifier: 0000 0000 8389 3342
- Library of Congress Control Number: n50024977
- Nationale bibliotheek van Australië: 35094422
- Nationale Bibliotheek van Israël: 987007463583605171
- Nederlandse Thesaurus van Auteursnamen: 075173468
- Réseau des bibliothèques de Suisse occidentale: 02-A013136594
- SNAC: w6v40twj
- Système universitaire de documentation: 197886663
- Trove: 824900
- Virtual International Authority File: 64786403
- WorldCat: E39PBJx8B88YXyyrjgTPCh46rq